# Gibraltar (Wisconsin)
Gibraltar es un pueblo ubicado en el condado de Door en el estado estadounidense de Wisconsin. En el Censo de 2010 tenía una población de 1.021 habitantes y una densidad poblacional de 2,66 personas por km².

## Geografía
Gibraltar se encuentra ubicado en las coordenadas 45°10′23″N 87°15′59″O / 45.17306, -87.26639. Según la Oficina del Censo de los Estados Unidos, Gibraltar tiene una superficie total de 383.33 km², de la cual 87.51 km² corresponden a tierra firme y (77.17%) 295.82 km² es agua.

## Demografía
Según el censo de 2010, había 1.021 personas residiendo en Gibraltar. La densidad de población era de 2,66 hab./km². De los 1.021 habitantes, Gibraltar estaba compuesto por el 95.98% blancos, el 0% eran afroamericanos, el 0% eran amerindios, el 0.2% eran asiáticos, el 0% eran isleños del Pacífico, el 2.55% eran de otras razas y el 1.27% pertenecían a dos o más razas. Del total de la población el 6.46% eran hispanos o latinos de cualquier raza.